# Володимир Крісті
Володимир Крісті (рум. Vladimir Cristi; нар. 1880, Телешеу, губернаторство Бессарабія, Російська імперія [сьогодні в районі Орхей, Республіка Молдова ] — пом. 1956, в'язниця Вакерешть, Румунія) — румунський публіцист і політик, який обіймав посаду державного міністра в Уряд Ніколае Йорги з 16 січня по 6 червня 1932 р. Пан Крісті також був мером міста Кишинева у 1938—1940 роках.

## Біографія
Володимир Крісті закінчив юридичний факультет Московського університету та агрономічний факультет університету в Парижі. У 1917 р. — урядовий комісар Бессарабії. Він був депутатом у «Крайовій раді», міністром внутрішніх справ в уряді Молдавської Демократичної Республіки, депутатом у парламенті Румунії та міністром у справах Бессарабії в уряді Ніколає Йорги (1931—1932). Володимир Крісті був мером Кишинева в період 1938—1940 років. У 1944 році він знайшов притулок до Австрії, де мав титул міністра культів у легіонерському уряді у вигнанні у Відні. Володимир Крісті був заарештований НКВД, коли намагався зв'язатися з Костянтином Арджетояну, колишнім прем'єр-міністром. Був депортований до СРСР, після чого перебував у в'язниці Вакерешть, де й помер.

## Визнання, нагороди, медалі
Відзнаки:
- Ордени Святого Володимира, Святого Георгія (царський);
- орден «За заслуги в галузі культури»;
- орден Фердинанда I в ранзі командора;
- Орден Корони Румунії в ранзі великого офіцера;
- Авіаційна медаль.